# قلعه صالح
قلعه صالح (به عربی: قلعة صالح) یک منطقهٔ مسکونی در عراق است که در شهرستان قلعه صالح واقع شده‌است.